# Bjørn Lomborg
Bjørn Lomborg (1965. január 6. –) a Dán Környezetvédelmi Értékelő Intézet igazgatója, a Koppenhágai Üzleti Főiskola tanára és a Consensus Center alapító igazgatója. 
Nemzetközi hírnevet A szkeptikus környezetvédő és a Cool it – Hidegvér! a szkeptikus környezetvédő útikalauza a globális felmelegedéshez c. könyveivel vívott ki magának.
2002-ben Lomborg és a Dán Környezetvédelmi Értékelő Intézet megalapította a Koppenhágai Konszenzust, amely a globális fejlődéssel kapcsolatos prioritások felállításán dolgozott, melyhez a jóléti gazdaság elméletének módszertanát használták.

## Végzettsége
Bjørn Lomborg egy évet töltött az amerikai Georgia Egyetemen, M.A. fokozatot szerzett politológiából az Aarhusi Egyetemen 1991-ben, és PhD-t a Koppenhágai Egyetem Államtudományi Tanszékén 1994-ben. Statisztikát oktatott az Aarhusi Egyetem Államtudományi Tanszékén 1994–2005-ig, ezért a sajtóban gyakran statisztikusként szerepel, pedig nem ez az elsődleges végzettsége. 2005-től a Koppenhágai Üzleti Főiskola tanáraként dolgozik.

## Kutatási területei
Stratégiák szimulációja a társadalom működésének döntéshelyzeteiben 
Pártok viselkedésének szimulációja az arányos képviseleti szavazási rendszerekben 
A kérdőívek használata közigazgatásban
A statisztika használata a környezetvédelemben.

## Díjak és elismerések
Lomborgot a Time 2004-ben a világ 100 legbefolyásosabb embere közé választotta. 
A Foreign Policy and Prospect magazin 2005-ös listája alapján ő a világ 14. legbefolyásosabb tudományos személyisége. 
A World Economic Forumon 2005-ben a „Fiatal Globális Vezetők” közé választották.
2008-ban a Guardian őt is azon 50 ember közé sorolta, aki megmentheti bolygónkat.

## Lomborg kritikusai
Lomborg műveit számos szakember és környezetvédő aktivista kritizálja, általában azt vetik a szemére, hogy a globális éghajlatváltozást nem tartja akkora veszélynek, mint ahogy azt a tudományos kutatások mutatják.
A Lomborggal vitatkozók kritikájának összefoglalása a Nature magazinban (angolul)
"A szkeptikus környezetvédő" kritikája a Science magazinban (angolul)

## Magánélete
Lomborg nyíltan vállalja homoszexualitását. Vegetáriánus.

## Magyarul
- Cool it – hidegvér! A szkeptikus környezetvédő útikalauza a globális felmelegedéshez; ford. Gyárfás Vera; Typotex, Budapest, 2008 (Szokatlan szempontok)
- Téves riasztás. A klímaváltozás körüli felhajtás milliárdokba kerül, a szegényeket sújtja, és a bolygónk számára nem jelent megoldást; ford. Kelecsényiné Szabó Gabriella; MCC Press, Budapest, 2022